# Elko (Nevada)

Położenie na mapie Nevady

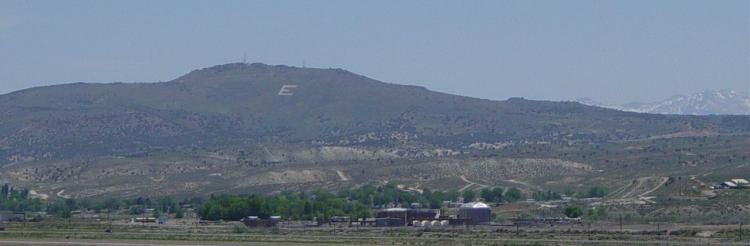
Elko

Elko – miasto w Nevadzie, siedziba władz hrabstwa Elko. W roku 2000, liczba mieszkańców wyniosła 16 708 osób. 

## Geografia
Powierzchnia miasta wynosi 37,5 km² (14,5 mi²). Leży nad rzeką Humboldt.

## Kultura
Co roku, w styczniu, Elko jest gospodarzem Narodowego Festiwalu Poezji Kowbojskiej. Przez tydzień, świętowana jest kultura Zachodu USA, zarówno współczesna, jak i pierwszych mieszkańców tych terenów. Odbywają się, także, wystawy fotografii, filmu, muzyki, legend oraz tradycyjne jadło. Przyciągają tysiące turystów.
Miasto jest siedzibą Centrum Kultury Zachodu, zajmującym się propagowaniem tradycji.
W Elko znajduje się wiele kasyn. M.in. Stockmen, Commercial, Red Lion i Gold Country Motor Inn. Commercial Casino był pierwszym punktem zapewniającym rozrywkę. Przez wiele lat Red Lion sprowadzał hazardzistów z wielu części USA.

## Transport
Stacja Amtraka w centrum miasta, na skrzyżowaniu 12 ulicy i Silver Street. Jest głównym środkiem komunikacji. Pociągi do Kalifornii odjeżdżają każdego ranka, przejeżdżając przez miasta Winnemucca, Sparks, Reno, Truckee, Colfax, Roseville, Davis, Martinez, Emeryville i Sacramento.
Pociąg Amtrak 6 z Kalifornii w kierunku Provo, Helper, Green River, Grand Junction, Glenwood Springs, Denver, Omaha, Galesburg i Chicago.
Znajduje się tutaj port lotniczy Elko, obsługiwany przez linie lotnicze Delta Air Lines.